# Mirapolis
Mirapolis fue un parque temático ubicado en Cergy-Pontoise, cerca de París. Su temática se basaba en cuentos de la cultura francesa y su icono arquitectónico principal fue una enorme estatua de Gargantúa, un personaje de una novela del siglo XVI. A pesar de ser uno de los parques más grandes de Europa durante la década de 1980, solo estuvo abierto cuatro años.

## Historia
La construcción de Mirapolis fue idea del arquitecto Anne Fourcade. Sodex Parc y la Banque arabe internationale d'investissement establecieron el acuerdo financiero para el principal inversor, el empresario saudí Ghaith Pharaon. Mirapolis fue uno de los primeros parques temáticos en Francia y se inspiró por los parques de diversiones más famosos de la época, como Disneyland. El parque se abrió el 20 de mayo de 1987 con un terreno que abarcaría las 47 hectáreas, junto con 29 atracciones y puestos; 13 tiendas, 12 quioscos de comida y fue capaz de recibir hasta 28 mil visitantes por día. La enorme estatua de Gargantúa albergaba dentro de ella paseos con luces y juegos. "En el cuello" del gigante había un mirador y unos cuantos restaurantes. Dicha estatua sería la segunda más grande del mundo, por detrás de la Estatua de la Libertad en los años 80.

### Problemas, demolición y abandono
Tras su apertura, el parque tuvo problemas. En 1991, Mirapolis cerró definitivamente porque no era muy rentable y su popularidad fue muy baja. Desde 1993 la mayoría de los edificios de Mirapolis fueron demolidos, excepto algunos que fueron trasladados a otros parques de diversiones. 
| Nombre de atracción   | Traslado    | País     |
| --------------------- | ----------- | -------- |
| Dragón des Sortilèges | a Spreepark | Alemania |
| Miralooping           | a Europark  | Francia  |
| Les pirates           | a Meli Park | Bélgica  |

Respecto a la estatua de Gargantúa, el cuerpo fue destruido y la cabeza fue dinamitada en septiembre de 1995. El 20 de mayo de 2017, para celebrar el 30 aniversario de la apertura del parque, la asociación 'Mirapolis, Les Amis du parc' creó una exposición en la Salle Georges Brassens de Menucourt, describe la historia de Mirapolis con la ayuda de fotografías, modelos y artículos.

## Galería

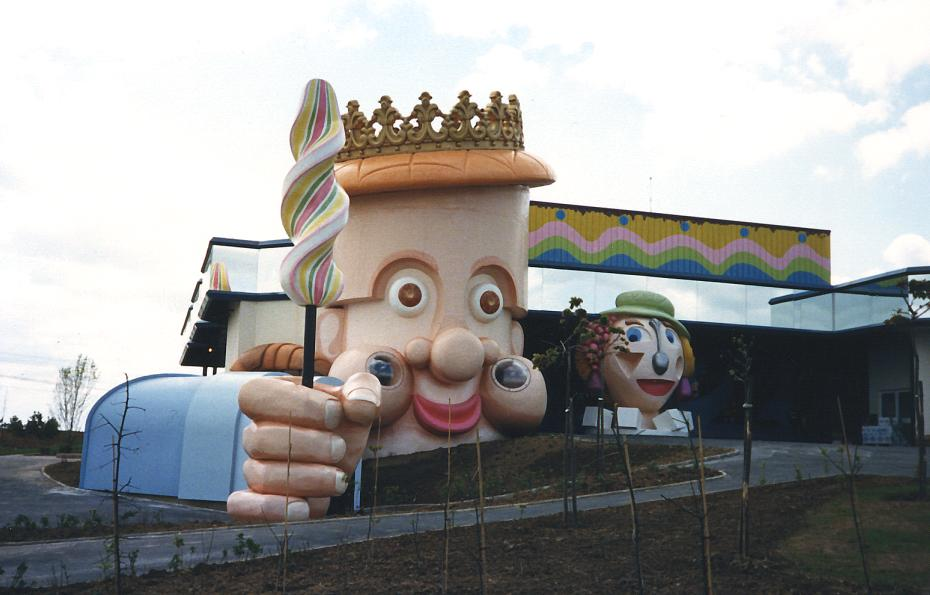
Atracción de Dame Tartine.
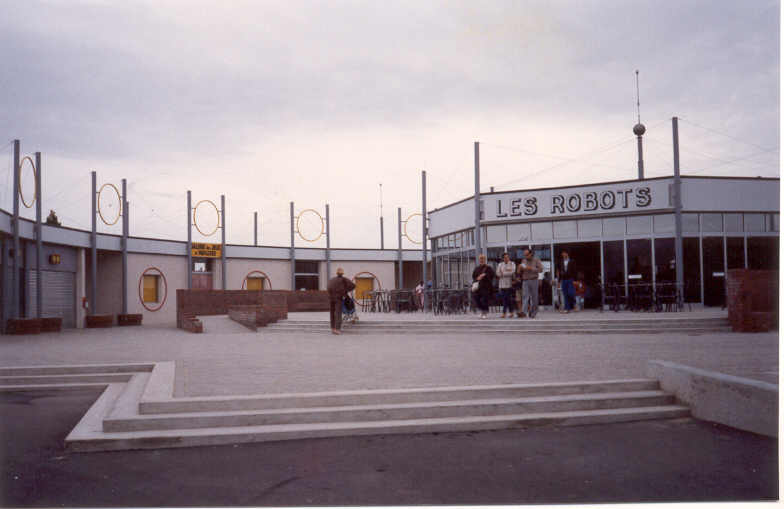
La Cité des Robots.
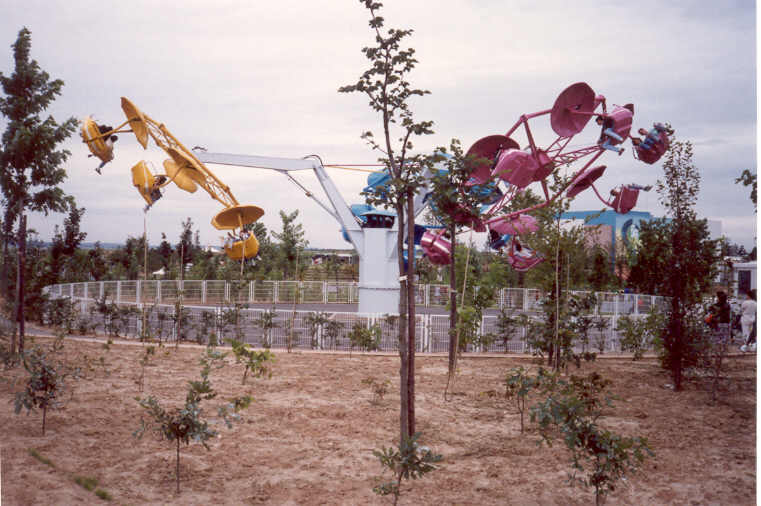
Atracción Le Tourbillon (el torbellino en español).
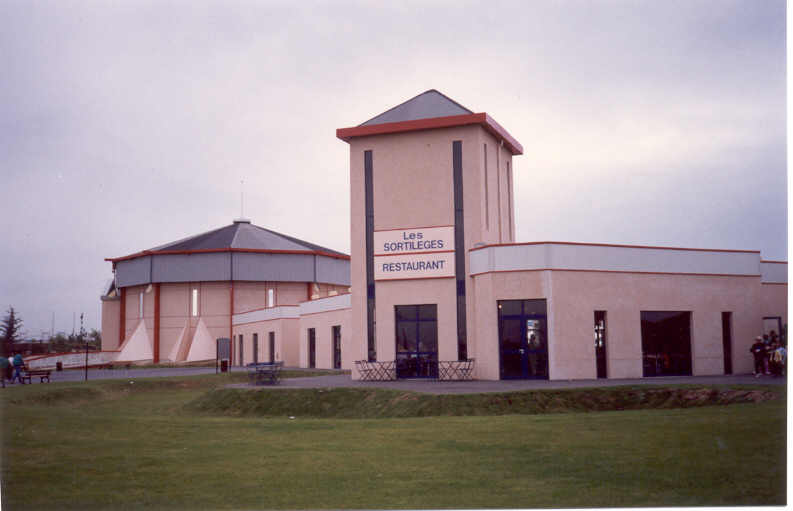
El restaurante Chez Leonardo.
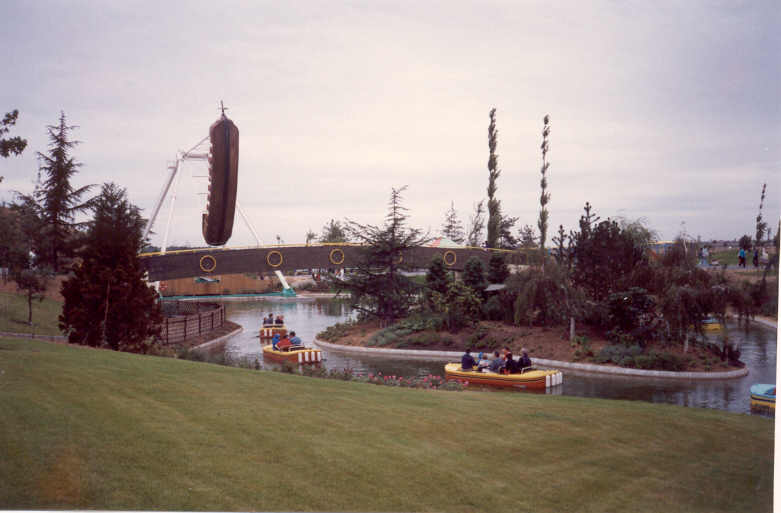
La atracción del barco pirata al fondo.
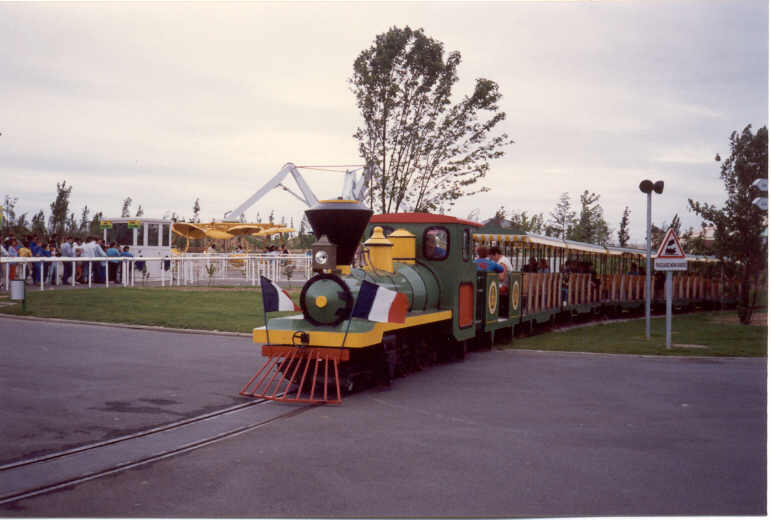
Un tren infantil.